# ジュリオ・セザール・レアル・ジュニオール
ジュリオ・セザール・レアル・ジュニオール（Julio Cesar leal Junior、1951年4月13日 - ）は、ブラジル出身のサッカー指導者。
Jリーグ・横浜FCの元監督。なお、Jリーグでの登録名はジュリオ・レアル（Julio leal）であった。

## 来歴
1983年にCRヴァスコ・ダ・ガマの監督に就任以降、ほぼブラジルのクラブ一筋に指導者経験を積む。ブラジルでの主な指導歴は1998年のフルミネンセ監督、2005年のCRフラメンゴ監督など。2006年のワールドカップではブラジル代表のテクニカルオブザーバーを務めた。
2007年8月27日に戦力不足などでJ2降格の危機に瀕する横浜FCの監督に就任し、第23節から指揮を取った。試合毎にスタメンやフォーメーションを変更するなど試行錯誤を繰り返したが就任直後の8連敗を初め1勝2分9敗とチームを浮上させることができず、勝ち点を上積みできなかった。結局、10月20日のヴィッセル神戸戦に敗れ、J2降格が決定。最終節の浦和レッズ戦に勝利し一矢報いるも天皇杯終了後に退任した。
その後は南アフリカで監督を続けている。

## 指導歴
- 1983  CRヴァスコ・ダ・ガマ
- 1985-1987  UAE代表
- 1992-1995  U-20ブラジル代表
- 1995  ECバイーア
- 1995  CAブラガンチーノ
- 1996  アメリカ-SP
- 1997  グアラニFC
- 1997  アメリカ-RN
- 1998  フルミネンセFC
- 1998  アメリカ-SP
- 1998  アメリカ-RN
- 1999  スポルチ・レシフェ
- 1999-2002  コリチーバFC
- 2003-2004  クルーベ・ド・レモ
- 2004  カーズマSC
- 2004-2005  CRフラメンゴ
- 2006  タンザニア代表
- 2007  横浜FC
- 2007-2008  アマ・ズールーFC
- 2008-2010  モロカ・スワローズFC
- 2011-2012  オーランド・パイレーツFC
- 2015-2016  ポロクワネ・シティFC